# Olympische Sommerspiele 2008/Leichtathletik – 4 × 100 m (Männer)

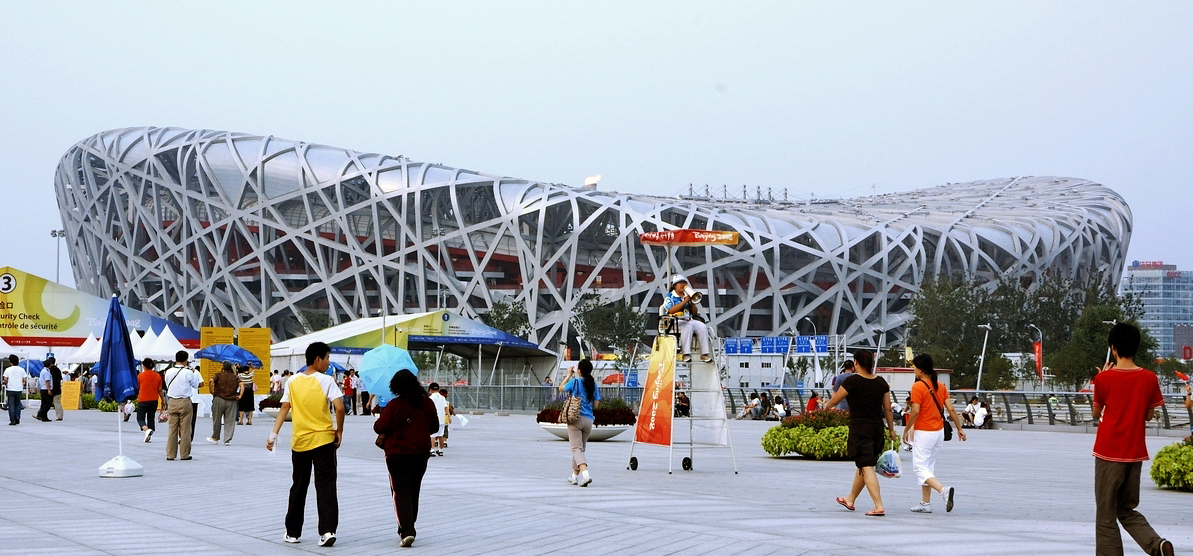
Das Vogelnest – Olympiastadion von Peking

Die 4-mal-100-Meter-Staffel bei den Olympischen Spielen 2008 in Peking wurde am 21. und 22. August 2008 im Nationalstadion Peking ausgetragen. In 16 Staffeln nahmen 66 Athleten daran teil.
Olympiasieger wurde die Staffel aus Trinidad und Tobago in der Besetzung Keston Bledman, Marc Burns, Emmanuel Callender (Finale) und Richard Thompson sowie dem im Vorlauf außerdem eingesetzten Aaron Armstrong.
Silber ging an Japan (Naoki Tsukahara, Shingo Suetsugu, Shinji Takahira, Nobuharu Asahara).
Bronze errang Brasilien mit Vicente de Lima, Sandro Viana, Bruno de Barros und José Carlos Moreira.
Auch der hier im Vorlauf eingesetzte Läufer aus Trinidad und Tobago erhielt eine Goldmedaille.

## Aktuelle Titelträger
| Olympiasieger 2004                      | Großbritannien (Jason Gardener, Darren Campbell, Marlon Devonish, Mark Lewis-Francis)        | 38,07 s | Athen 2004          |
| Weltmeister 2007                        | USA (Darvis Patton, Wallace Spearmon, Tyson Gay, Leroy Dixon)                                | 37,78 s | Ōsaka 2007          |
| Europameister 2006                      | Großbritannien (Dwain Chambers, Darren Campbell, Marlon Devonish, Mark Lewis-Francis)        | 38,91 s | Göteborg 2006       |
| Panamerikanischer Meister 2007          | Brasilien (Vicente de Lima, Rafael Ribeiro, Basílio de Moraes, Sandro Viana)                 | 38,81 s | Rio de Janeiro 2007 |
| Zentralamerika und Karibik-Meister 2008 | Trinidad und Tobago (Keston Bledman, Marc Burns, Aaron Armstrong, Richard Thompson)          | 38,54 s | Cali 2008           |
| Südamerika-Meister 2007                 | Brasilien (Vicente de Lima, Nilson André, Basílio de Moraes, Sandro Viana)                   | 38,77 s | São Paulo 2007      |
| Asienmeister 2007                       | Thailand (Taweesak Pooltong, Wachara Sondee, Sompote Suwannarangsri, Sittichai Suwonprateep) | 39,34 s | Amman 2007          |
| Afrikameister 2008                      | Südafrika                                                                                    | 38,75 s | Addis Abeba 2008    |
| Ozeanienmeister 2008                    | Fidschi                                                                                      | 42,01 s | Saipan 2008         |

## Bestehende Rekorde
| Weltrekord         | 37,40 s | USA (Michael Marsh, Leroy Burrell, Dennis Mitchell, Carl Lewis) | Finale OS Barcelona, Spanien | 8. August 1992  |
| Weltrekord         | 37,40 s | USA (Jon Drummond, Andre Cason, Dennis Mitchell, Leroy Burrell) | Stuttgart, Deutschland       | 21. August 1993 |
| Olympischer Rekord | 37,40 s | USA (Michael Marsh, Leroy Burrell, Dennis Mitchell, Carl Lewis) | Finale OS Barcelona, Spanien | 8. August 1992  |

Der bestehende olympische Rekord, gleichzeitig Weltrekord, wurde bei diesen Spielen nicht erreicht. Die schnellste Zeit erzielte die siegreiche Staffel aus Trinidad und Tobago mit 38,06 s im Finale am 22. August. Den Rekord verfehlte das Team dabei um 0,66 Sekunden.

## Doping
Am 2. Juni 2016 wurde bei Nachkontrollen der Dopingproben von diesen Spielen mit verbesserten Analysemethode der Nachweis des Einsatzes der verbotenen Substanz Methylhexanamin in der B-Probe des jamaikanischen Startläufers Nesta Carter geführt. Im Januar 2017 erfolgte deswegen die nachträgliche Disqualifikation der kompletten jamaikanischen Staffel.
Benachteiligt wurden dadurch drei Staffeln:
- Thailand – Die Mannschaft hätte ein Startrecht für das Finale gehabt, das sie nicht wahrnehmen konnte.
- Trinidad und Tobago – Das Team musste jahrelang auf die Zuerkennung des Olympiasiegs warten.
- Brasilien – Die Läufer erhielten ihre Bronzemedaille mit jahrelanger Verspätung und konnten nicht an der Siegerehrung teilnehmen.

## Vorläufe
Es fanden zwei Vorläufe statt. Die jeweils drei ersten Teams (hellblau unterlegt) sowie weitere zwei zeitschnellste Staffeln (hellgrün unterlegt) qualifizierten sich für das Finale.

### Vorlauf 1
21. August 2008, 20:20 Uhr
| Platz | Nation              | Name                                                                 | Zeit    |
| ----- | ------------------- | -------------------------------------------------------------------- | ------- |
| 1     | Trinidad und Tobago | Keston Bledman Marc Burns Aaron Armstrong (Vorlauf) Richard Thompson | 38,26 s |
| 2     | Japan               | Naoki Tsukahara Shingo Suetsugu Shinji Takahira Nobuharu Asahara     | 38,52 s |
| 3     | Niederlande         | Maarten Heisen Guus Hoogmoed Patrick van Luijk Caimin Douglas        | 38,87 s |
| 4     | Brasilien           | José Carlos Moreira Bruno de Barros Vicente de Lima Sandro Viana     | 39,01 s |
| DNF   | Nigeria             | Onyeabor Ngwogu Obinna Metu Chinedu Oriala Uchenna Emedolu           |         |
| DNF   | Polen               | Marcin Nowak Łukasz Chyła Marcin Jędrusiński Dariusz Kuć             |         |
| DNF   | Südafrika           | Hannes Dreyer Leigh Julius Ishmael Kumbane Thuso Mpuang              |         |
| DNF   | USA                 | Rodney Martin Travis Padgett Darvis Patton Tyson Gay                 |         |

### Vorlauf 2
21. August 2008, 20:30 Uhr
| Platz | Nation              | Name                                                                               | Zeit    | Anmerkung                                                                              |
| ----- | ------------------- | ---------------------------------------------------------------------------------- | ------- | -------------------------------------------------------------------------------------- |
| 1     | Kanada              | Hank Palmer Anson Henry Jared Connaughton Pierre Browne                            | 38,77 s |                                                                                        |
| 2     | Deutschland         | Tobias Unger Till Helmke Alexander Kosenkow Martin Keller                          | 38,93 s |                                                                                        |
| 3     | Volksrepublik China | Wen Yongyi Zhang Peimeng Lu Bin Hu Kai                                             | 39,13 s |                                                                                        |
| 4     | Thailand            | Apinan Sukaphan Siriroj Darasuriyong Sompote Suwannarangsri Sittichai Suwonprateep | 39,40 s | wegen dopingbedingter Disqualifikation Jamaikas eigentlich für das Finale qualifiziert |
| 5     | Frankreich          | Yannick Lesourd Martial Mbandjock Manuel Reynaert Samuel Coco-Viloin               | 39,53 s |                                                                                        |
| DSQ   | Großbritannien      | Simeon Williamson Tyrone Edgar Marlon Devonish Craig Pickering                     |         | Wechselfehler nach Regel 170.14                                                        |
| DSQ   | Italien             | Fabio Cerutti Simone Collio Emanuele Di Gregorio Jacques Riparelli                 |         | Wechselfehler nach Regel 170.14                                                        |
| DOP   | Jamaika             | Dwight Thomas (Vorlauf) Michael Frater Nesta Carter Asafa Powell                   | 38,31   | Dopingnachweis bei Nesta Carter im Juni 201                                            |

## Finale
22. August 2008, 22:10 Uhr
| Platz | Nation              | Name | Zeit    | Anmerkung                                    |
| ----- | ------------------- | --- | ------- | -------------------------------------------- |
| 1     | Trinidad und Tobago | Keston Bledman Marc Burns Emmanuel Callender (Finale) Richard Thompson im Vorlauf außerdem: Aaron Armstrong | 38,06 s |                                              |
| 2     | Japan               | Naoki Tsukahara Shingo Suetsugu Shinji Takahira Nobuharu Asahara                                            | 38,15 s |                                              |
| 3     | Brasilien           | Vicente de Lima Sandro Viana Bruno de Barros José Carlos Moreira                                            | 38,24 s |                                              |
| 4     | Deutschland         | Tobias Unger Till Helmke Alexander Kosenkow Martin Keller                                                   | 38,58 s |                                              |
| 5     | Kanada              | Hank Palmer Anson Henry Jared Connaughton Pierre Browne                                                     | 38,66 s |                                              |
| DSQ   | Volksrepublik China | Wen Yongyi Zhang Peimeng Lu Bin Hu Kai                                                                      |         | Wechselfehler nach Regel 170.14              |
| DSQ   | Niederlande         | Maarten Heisen Guus Hoogmoed Patrick van Luijk Caimin Douglas                                               |         | Wechselfehler nach Regel 170.14              |
| DOP   | Jamaika             | Nesta Carter Michael Frater Usain Bolt (Finale) Asafa Powell im Vorlauf außerdem: Dwight Thomas             | 37,10   | Dopingnachweis bei Nesta Carter im Juni 2016 |

Für das Finale gab es folgende Besetzungsänderungen:
- Trinidad und Tobago – Emmanuel Callender lief anstelle von Aaron Armstrong.
- Jamaika (später disqualifiziert, weil Nesta Carter gedopt war[6]) – Usain Bolt kam für Dwight Thomas zum Einsatz.

Favoriten für dieses Rennen waren eigentlich die Staffeln mit den besten Einzelläufern, das heißt die US-amerikanische Mannschaft, die im Vorjahr Weltmeister geworden war, und das Team des Vizeweltmeisters Jamaika. Die US-Staffel war allerdings bereits im Vorlauf ausgeschieden, sodass der Vizeweltmeister eindeutig favorisiert war. Jamaika gewann auch zunächst in der Zeit von 37,10 s den Wettbewerb mit neuem Weltrekord. Doch wie im Abschnitt „Doping“ oben beschrieben erfolgte 2017 die nachträgliche Disqualifikation der kompletten jamaikanischen Staffel, nachdem dem beteiligten Läufer Nesta Carter bei erneuten Auswertung seiner Dopingprobe der Einsatz einer verbotenen Substanz nachgewiesen worden war. Weitere Medaillenkandidaten waren Großbritannien, Brasilien und Japan als die WM-Dritten, -Vierten bzw. -Fünften des Vorjahres. Auch Trinidad und Tobago war nicht zu unterschätzen. Mit Richard Thompson und Marc Burns hatten sie zwei Läufer ins 100-Meter-Einzelfinale gebracht.
Im Endlauf trafen folgende acht Staffeln aufeinander: Brasilien, China, Deutschland, Japan, Kanada, Niederlande, Trinidad und Tobago und die später disqualifizierten Jamaikaner.
Der Schlussläufer Jamaikas Asafa Powell überquerte mit deutlichem Vorsprung als Erster die Ziellinie. Hinter ihm gab es, wie sich dann in der Folge der Aufklärung und Bewertung Carters Dopingvergehens herausstellte, den eigentlichen Kampf um olympisches Gold. Beim letzten Wechsel lagen Trinidad und Tobago und Japan fast gleichauf. Die japanische Stabübergabe funktionierte allerdings klar besser und Japan führte damit sogar. Zunächst gleichauf folgten Trinidad und Tobago und Brasilien. Doch der starke Richard Thompson, im 100-Meter-Einzelfinale mit Silber dekoriert, zog mit seinem läuferischen Vermögen noch am Japaner Nobuharu Asahara vorbei, was Trinidad und Tobago schließlich den Olympiasieg vor Japan brachte. Der brasilianische Schlussläufer José Carlos Moreira kam eine knappe Zehntelsekunde hinter Japan als Dritter ins Ziel. Martin Keller verteidigte auf der Schlussgeraden den vierten Platz der deutschen Staffel vor Kanada. Disqualifiziert wegen Wechselfehlern wurden die Teams aus China und den Niederlanden.

## Video
- Beijing 2008: Jamaica 4x100m Final Full Competition, youtube.com, abgerufen am 7. März 2022